# Macrobrachium mammillodactylus
Macrobrachium mammillodactylus är en kräftdjursart som först beskrevs av Thallwitz 1892.  Macrobrachium mammillodactylus ingår i släktet Macrobrachium och familjen Palaemonidae. Inga underarter finns listade i Catalogue of Life.